# Mitchell Browne
Mitchell Browne, född 1 juni 1966, är en friidrottare från Antigua och Barbuda. Han deltog vid olympiska sommarspelen 1996.